# 濟州海峽
濟州海峽（：／ Jeju haehyeop */?）是位于韩国濟州島（濟州特別自治道）与全罗南道莞島郡之间的海峡。
濟州海峽曾經不允許朝鲜船隻進入，直到2005年8月10日南北雙方達成協議，讓朝鲜非軍事用途船隻穿過濟州海峽。